# Teatro all'Antica

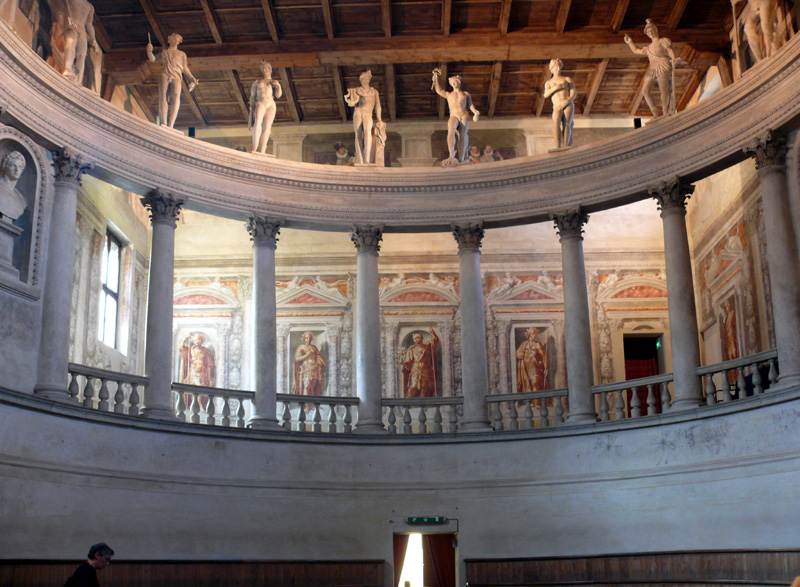
Vista do palco em direção à galeria acima da área de assentos.

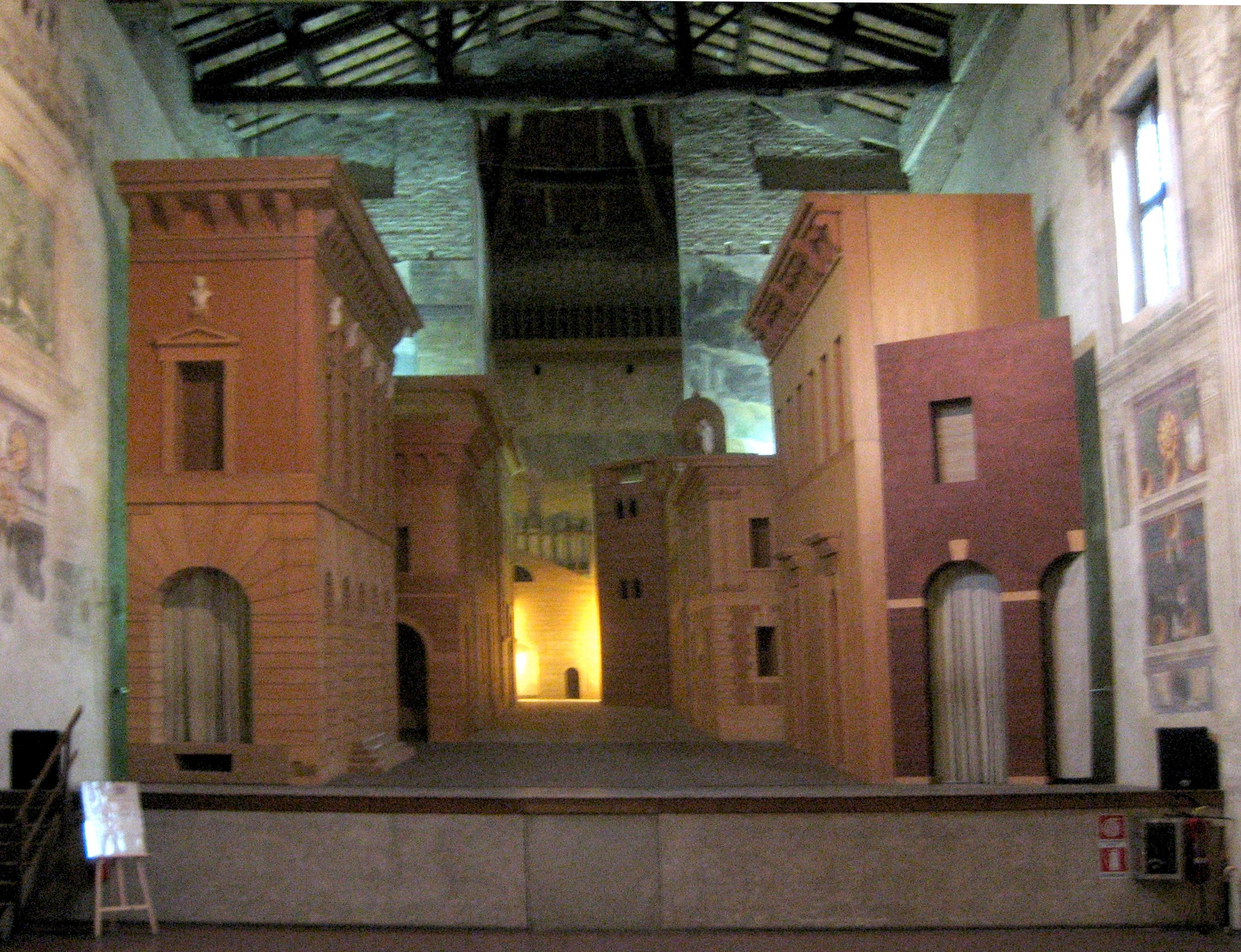
O palco do Teatro all'Antica, visto da área de assentos. O cenário em perspectiva é uma reconstrução moderna da obra original de Scamozzi.

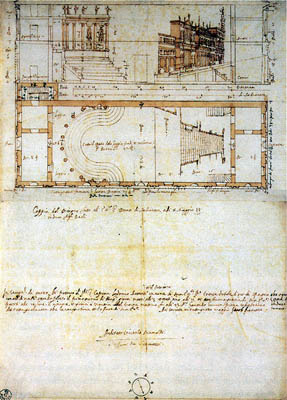
Elevação (acima) e planta baixa (abaixo) de Vincenzo Scamozzi para o Teatro all'Antica.

O Teatro all'Antica de Sabbioneta, (ou "Teatro Olímpico") é um teatro em Sabbioneta, norte da Itália, foi construído entre 1588 e 1590 com base num projeto do arquiteto vicentino Vincenzo Scamozzi (1548-1616). ; foi o primeiro teatro independente e construído especificamente no mundo moderno. O Teatro all'Antica é o segundo teatro coberto mais antigo do mundo (depois do Teatro Olímpico em Vicenza ) e é, junto com aquele teatro e o Teatro Farnese em Parma, um dos três únicos teatros renascentistas ainda existentes. A obra foi encomendada por Vespasiano Gonzaga , duque da pequena e suntuosa cidade do Vale do Pó, que estava intimamente ligado aos Habsburgos da Espanha.
O teatro scamozziano pode ser considerado um dos primeiros exemplos de edifício teatral da era moderna: é, de facto, o primeiro exemplo europeu de um teatro permanente inserido num edifício construído especificamente (o anterior, o Teatro Olímpico em Vicenza, foi o resultado de uma renovação). É um claro exemplo de “teatro moderno” pela presença de elementos muito inovadores para a época, tais como: a fachada independente, o sistema diversificado de entradas, a forma mista-linear da cavea, a orquestra inclinada, a bastidores equipados com camarins para comediantes e músicos. Um espaço teatral equilibrado entre a tradição e a inovação que sintetizou brilhantemente a cultura teatral do século XVI e se abriu ao futuro.
A refinada fachada exterior divide-se em duas ordens: a fileira de cordões exibe a inscrição ROMA QVANTA FVIT IPSA RVINA DOCET (Quão grande era Roma, dizem-nos as suas ruínas). O teatro da corte foi inaugurado em 1590, na presença do Duque Vespasiano e da Duquesa Margherita Gonzaga de Guastalla, a sua terceira mulher. 